# Монтгомеривил (Пенсилванија)
Монтгомеривил (енгл. Montgomeryville) насељено је место без административног статуса у америчкој савезној држави Пенсилванија.

## Демографија
По попису из 2010. године број становника је 12.624, што је 593 (4,9%) становника више него 2000. године.
| Група             | 2000.          | 2010.         |
| Белци             | 10.416 (86,6%) | 9.782 (77,5%) |
| Афроамериканци    | 392 (3,3%)     | 563 (4,5%)    |
| Азијати           | 933 (7,8%)     | 1.845 (14,6%) |
| Хиспаноамериканци | 165 (1,4%)     | 287 (2,3%)    |
| Укупно            | 12.031         | 12.624        |